# Просмушкин, Соломон Яковлевич
Соломон Яковлевич Просмушкин (1887, Псковская губерния — 1920, Симферополь) — революционер, советский партийный деятель. Секретарь исполкома Ялтинского Совета рабочих, крестьянских и красноармейских депутатов, комиссар труда Крымской социалистической советской республики. В подполье Исаак Спер — председатель Симферопольского подпольного большевистского комитета. Казнён белой контрразведкой. Именем Спера названа улица Симферополя, именем Просмушкиных — улицы Евпатории и Ялты.

## Биография
Родился в 1887 году в Псковской губернии в семье учителя начальной школы. Еврей. По профессии типографский рабочий. С 1903 года работал в типографиях Петербурга. В 1905 году принимал участие в подпольной организации союза графических искусств. Затем работал в нелегальной социал-демократической газете «Дело». Во время революции 1905 года участвовал в выпуске «Известий совета рабочих депутатов», во главе которых стоял Г. С. Хрусталев-Носарь, и в выпуске «Выборгского воззвания». С 1908 года находился на нелегальном положении. Имел партийная кличку — «Исаак Спер». Болел туберкулезом легких, в связи с чем в 1914 году переехал в Таврическую губернию. В Симферополе жил с 1914 и до начала 1917 года и в 1919—1920 годах.
В 1917 году поселился в Евпатории, где вошел в местную большевистскую ячейку. В 1918 году был членом Ревтрибунала. Позднее некоторое время жил в Одессе. В 1919 году возвратился в Евпаторию, где работал в союзе печатников. Будучи способным конспиратором, сумел в условиях белого террора установить контакт с севастопольской, а затем и с симферопольской коммунистическими организациями. Большевики Евпатории провели несколько операций против белогвардейцев.
В мае 1919 года, когда была образована Крымская Советская Социалистическая Республика, исполнял должность секретаря исполкома Ялтинского Совета и одновременно комиссара труда. В конце июня того же года, при отступлении Красной Армии из Крыма, ему было поручено остаться в подполье. Сначала Спер был избран председателем Симферопольского подпольного большевистского комитета, а в декабре 1919 года — членом и казначеем областного комитета РКП(б).
Организовал подпольный паспортный стол и Красный Крест. Его помощницей стала коммунистка М. А. Кубанцева (Эмма), которая умела подделывать почерк. Паспортный стол, или «прачечная», изготовил до 5 тысяч различных фальшивых документов. Некоторые из белогвардейцев, получив фальшивые документы, сдавали боевикам оружие и дезертировали.
Михаил Просмушкин был наборщиком нелегальной типографии, организованной в Ялте Соломоном и снабжавшей подполье листовками и другой печатной продукцией. В изготовлении поддельных документов и печатании листовок Соломону Просмушкину помогали также два других его брата и отец. Михаила арестовали в Ялте, в типографии, вместе с владельцем типографии Зельгером.
Соломон попал в засаду, возвращаясь домой с одного из заседаний обкома и Крымревкома. В перестрелке был контужен и схвачен. У него на руках была крупная сумма денег, и белые заподозрили его в принадлежности к подполью. Он был избит сначала в участке, а потом и в контрразведке, но никого не выдал, назвавшись купцом. Контрразведчики даже не смогли установить его настоящей фамилии, он содержался под фамилией Берновского. Сперу устроили очную ставку с провокатором Акимом Ахтырским, который выдал многих подпольщиков. Военно-полевой суд вынес смертный приговор. Перед казнью Соломона младший брат Авель передал ему в камеру яд. На рассвете палачи обнаружили тело, и, вытащив в тюремный двор, повесили уже мертвого. Михаила также повесили в Ялте.

## Память
В честь большевика С. Я. Просмушкина в 1930 году в Симферополе была названа его партийной кличкой Спер бывшая улица Казарменная в районе железнодорожного вокзала.
В Евпатории в честь братьев была названа улица Просмушкиных в старом городе, бывшая Пролётная.
В Ялте в честь братьев была названа улица Просмушкиных в Васильевке.